# Scranton (Arkansas)
Pour les articles homonymes, voir Scranton.
La ville américaine de Scranton est située dans le comté de Logan, dans l’État de l’Arkansas. Lors du recensement de 2000, sa population s’élevait à 222 habitants.

## Démographie
| 1920 | 1930 | 1940 | 1950 | 1960 | 1970 |
| ---- | ---- | ---- | ---- | ---- | ---- |
| 400  | 332  | 322  | 283  | 229  | 222  |

| 1980 | 1990 | 2000 | 2010 | - | - |
| ---- | ---- | ---- | ---- | - | - |
| 244  | 218  | 222  | 224  | - | - |

## Source
- (en) Cet article est partiellement ou en totalité issu de l’article de Wikipédia en anglais intitulé « Scranton, Arkansas » (voir la liste des auteurs).